# Senza famiglia (film 1958)
Senza famiglia (Sans famille) è un film del 1958, diretto da André Michel. Si tratta della seconda versione sonora francese dell'omonimo romanzo di Hector Malot, dopo quella diretta da Marc Allégret nel 1934 e interpretata da Robert Lynen.
Protagonista del film è Joël Flateau, che da questo film acquisì negli anni seguenti grande popolarità come attore bambino, onde poi perseguire da adulto la carriere di musicista.

## Trama
Il piccolo Rémi, un orfano, è stato raccolto dalla gentile signora Barberin. All'età di 10 anni, viene tolto alla madre adottiva e venduto al signor Vitalis, un misterioso musicista itinerante. Al suo fianco imparerà la dura vita di acrobata e canterà per guadagnarsi da vivere. Il suo lungo viaggio attraverso la Francia, fatto di incontri, amicizie e innumerevoli avventure, lo porterà a scoprire il segreto delle sue origini.

## Produzione
Il film fu prodotto in Francia da S.P.C.E., Francinex e Rizzoli Film.

## Distribuzione
Distribuito da Cinédis, il film uscì nelle sale cinematografiche francesi 10 settembre 1958 e quindi internazionalmente.